# Coupe d'Allemagne féminine de football 2010-2011
 (janvier 2013).
Si vous disposez d'ouvrages ou d'articles de référence ou si vous connaissez des sites web de qualité traitant du thème abordé ici, merci de compléter l'article en donnant les références utiles à sa vérifiabilité et en les liant à la section « Notes et références ».
Navigation
Édition précédente Édition suivante
Le DFB-Pokal Frauen 2010-2011 est la 31e édition de la Coupe d'Allemagne féminine.
Il s'agit d'une compétition à élimination directe ouverte aux clubs évoluant cette saison ou ayant évolué la saison passée en Frauen-Bundesliga ou 2. Frauen-Bundesliga ainsi qu'aux vainqueurs de coupes régionales de la saison précédente. Elle est organisée par la Fédération allemande de football (DFB).
La finale a lieu le 26 mars 2011 au RheinEnergieStadion à Cologne et est remporté par le FFC Francfort sur le score de deux buts à un face au FFC Turbine Potsdam.

## Calendrier de la compétition
| Tour                                                                        | Nom                 | Dates retenues     | Équipes participantes | Équipes restantes |
| --------------------------------------------------------------------------- | ------------------- | ------------------ | --------------------- | ----------------- |
| 1                                                                           | Premier tour        | 8 août 2010        | 50                    | 32                |
| (entrée en lice des sept meilleures équipes de Frauen-Bundesliga 2009-2010) |                     |                    |                       |                   |
| 2                                                                           | Seizièmes de finale | 1er septembre 2010 | 32                    | 16                |
| 3                                                                           | Huitièmes de finale | 24 octobre 2010    | 16                    | 8                 |
| 4                                                                           | Quarts de finale    | 12 décembre 2010   | 8                     | 4                 |
| 5                                                                           | Demi-finales        | 27 février 2011    | 4                     | 2                 |
| 6                                                                           | Finale              | 26 mars 2011       | 2                     | 1                 |

## Premier tour
| Date      | Club (division)                              | Score | Club (division)                                 |
| --------- | -------------------------------------------- | ----- | ----------------------------------------------- |
| 8/08/2010 | VfL Bochum (Regionalliga)                    | 0-3   | FC Lokomotive Leipzig (2. Frauen-Bundesliga)    |
| 8/08/2010 | ETSV Würzburg (Coupe régionale)              | 2-4   | FC Cologne (2. Frauen-Bundesliga)               |
| 8/08/2010 | ASV Hagsfeld (Regionalliga)                  | 3-4   | TB Neckarhausen (Coupe régionale)               |
| 8/08/2010 | Hallescher FC (Coupe régionale)              | 0-7   | FSV Gütersloh (2. Frauen-Bundesliga)            |
| 8/08/2010 | Lichterfelder FC (Coupe régionale)           | 2-1   | FFC Recklinghausen (2. Frauen-Bundesliga)       |
| 8/08/2010 | SV Wilhelmsburg (Coupe régionale)            | 0-10  | FFC Oldesloe (de) (2. Frauen-Bundesliga)        |
| 8/08/2010 | ATSV Scharmbeckstotel (Coupe régionale)      | 1-3   | BV Cloppenburg (2. Frauen-Bundesliga)           |
| 8/08/2010 | Leipziger FC (Coupe régionale)               | 0-16  | SG Essen-Schönebeck (1. Frauen-Bundesliga)      |
| 8/08/2010 | Bremer TS Neustadt (de) (Coupe régionale)    | 0-11  | Tennis Borussia Berlin (2. Frauen-Bundesliga)   |
| 8/08/2010 | Blau-Weiß Hohen Neuendorf (Regionalliga)     | 0-4   | HSV Borussia Friedenstal (1. Frauen-Bundesliga) |
| 8/08/2010 | SV Hafen Rostock (Coupe régionale)           | 1-9   | Magdeburger FFC (en) (2. Frauen-Bundesliga)     |
| 8/08/2010 | Arminia Bielefeld (Coupe régionale)          | 1-10  | SV Victoria Gersten (2. Frauen-Bundesliga)      |
| 8/08/2010 | TSV Jahn Calden (Coupe régionale)            | 3-1   | SV Holstein Kiel (de) (2. Frauen-Bundesliga)    |
| 8/08/2010 | TuRa Meldorf (Coupe régionale)               | 0-2   | Werder Brême (2. Frauen-Bundesliga)             |
| 8/08/2010 | Blau-Weiß Beelitz (Coupe régionale)          | 0-6   | FC Lübars (2. Frauen-Bundesliga)                |
| 8/08/2010 | Alemannia Aachen (Coupe régionale)           | 0-7   | TSG Hoffenheim (2. Frauen-Bundesliga)           |
| 8/08/2010 | SC Klinge Seckach (en) (Coupe régionale)     | 0-18  | FF USV Iéna (1. Frauen-Bundesliga)              |
| 8/08/2010 | SpVgg Rehweiler-Matzenbach (Coupe régionale) | 0-3   | VfL Sindelfingen (2. Frauen-Bundesliga)         |
| 8/08/2010 | FFV Erfurt (Coupe régionale)                 | 0-11  | Bayer Leverkusen (1. Frauen-Bundesliga)         |
| 8/08/2010 | FFC Wacker Munich (de) (Regionalliga)        | 0-5   | FC Sarrebruck (1. Frauen-Bundesliga)            |
| 8/08/2010 | SV Dirmingen (Coupe régionale)               | 0-4   | TSV Crailsheim (2. Frauen-Bundesliga)           |
| 8/08/2010 | Hegauer FV (Coupe régionale)                 | 0-7   | SC Fribourg (2. Frauen-Bundesliga)              |
| 8/08/2010 | FC Bitburg (Coupe régionale)                 | 0-3   | FV Löchgau (2. Frauen-Bundesliga)               |
| 8/08/2010 | TuS Wörrstadt (Regionalliga)                 | 3-9   | FFC Niederkirchen (2. Frauen-Bundesliga)        |
| 8/08/2010 | Borussia Mönchengladbach (Coupe régionale)   | 2-1   | SC Sand (2. Frauen-Bundesliga)                  |

## Seizièmes de finale
| Date      | Club (division)                                 | Score      | Club (division)                              |
| --------- | ----------------------------------------------- | ---------- | -------------------------------------------- |
| 1/09/2010 | Lichterfelder FC (Coupe régionale)              | 0-8        | FFC Turbine Potsdam (1. Frauen-Bundesliga)   |
| 1/09/2010 | TSV Jahn Calden (Coupe régionale)               | 1-4        | Hambourg SV (1. Frauen-Bundesliga)           |
| 1/09/2010 | VfL Wolfsbourg (1. Frauen-Bundesliga)           | 5-0        | FC Lübars (2. Frauen-Bundesliga)             |
| 1/09/2010 | Tennis Borussia Berlin (2. Frauen-Bundesliga)   | 0-3        | FFC Oldesloe (de) (2. Frauen-Bundesliga)     |
| 1/09/2010 | Werder Brême (2. Frauen-Bundesliga)             | 2-3        | FSV Gütersloh (2. Frauen-Bundesliga)         |
| 1/09/2010 | HSV Borussia Friedenstal (1. Frauen-Bundesliga) | 0-6        | FCR Duisbourg (1. Frauen-Bundesliga)         |
| 1/09/2010 | BV Cloppenburg (2. Frauen-Bundesliga)           | 2-4        | SV Victoria Gersten (2. Frauen-Bundesliga)   |
| 1/09/2010 | SG Essen-Schönebeck (1. Frauen-Bundesliga)      | 7-0        | Magdeburger FFC (en) (2. Frauen-Bundesliga)  |
| 1/09/2010 | Borussia Mönchengladbach (Coupe régionale)      | 0-1        | SC Bad Neuenahr (1. Frauen-Bundesliga)       |
| 1/09/2010 | TB Neckarhausen (Coupe régionale)               | 0-5        | FC Cologne (2. Frauen-Bundesliga)            |
| 1/09/2010 | FF USV Iéna (1. Frauen-Bundesliga)              | 4-2 (a.p.) | SC Fribourg (2. Frauen-Bundesliga)           |
| 1/09/2010 | FFC Niederkirchen (2. Frauen-Bundesliga)        | 0-4        | Bayern Munich (1. Frauen-Bundesliga)         |
| 1/09/2010 | FV Löchgau (2. Frauen-Bundesliga)               | 1-0        | FC Lokomotive Leipzig (2. Frauen-Bundesliga) |
| 1/09/2010 | Bayer Leverkusen (1. Frauen-Bundesliga)         | 0-6        | FFC Francfort (1. Frauen-Bundesliga)         |
| 1/09/2010 | VfL Sindelfingen (2. Frauen-Bundesliga)         | 1-2        | TSG Hoffenheim (2. Frauen-Bundesliga)        |
| 1/09/2010 | FC Sarrebruck (1. Frauen-Bundesliga)            | 3-1        | TSV Crailsheim (2. Frauen-Bundesliga)        |

## Huitièmes de finale
| Date       | Club (division)                            | Score           | Club (division)                            |
| ---------- | ------------------------------------------ | --------------- | ------------------------------------------ |
| 24/10/2010 | FFC Francfort (1. Frauen-Bundesliga)       | 11-0            | FV Löchgau (2. Frauen-Bundesliga)          |
| 24/10/2010 | FFC Oldesloe (de) (2. Frauen-Bundesliga)   | 1-1 (Tab : 2-4) | FSV Gütersloh (2. Frauen-Bundesliga)       |
| 24/10/2010 | SG Essen-Schönebeck (1. Frauen-Bundesliga) | 2-1             | FC Cologne (2. Frauen-Bundesliga)          |
| 24/10/2010 | Hambourg SV (1. Frauen-Bundesliga)         | 1-0             | TSG Hoffenheim (2. Frauen-Bundesliga)      |
| 24/10/2010 | SC Bad Neuenahr (1. Frauen-Bundesliga)     | 7-0             | FC Sarrebruck (1. Frauen-Bundesliga)       |
| 24/10/2010 | FF USV Iéna (1. Frauen-Bundesliga)         | 0-8             | FFC Turbine Potsdam (1. Frauen-Bundesliga) |
| 24/10/2010 | Bayern Munich (1. Frauen-Bundesliga)       | 8-0             | SV Victoria Gersten (2. Frauen-Bundesliga) |
| 24/10/2010 | VfL Wolfsbourg (1. Frauen-Bundesliga)      | 1-5             | FCR Duisbourg (1. Frauen-Bundesliga)       |

## Quarts de finale
| Date       | Club (division)                            | Score | Club (division)                            |
| ---------- | ------------------------------------------ | ----- | ------------------------------------------ |
| 12/12/2010 | SC Bad Neuenahr (1. Frauen-Bundesliga)     | 3-1   | Hambourg SV (1. Frauen-Bundesliga)         |
| 12/12/2010 | FFC Turbine Potsdam (1. Frauen-Bundesliga) | 1-0   | SG Essen-Schönebeck (1. Frauen-Bundesliga) |
| 12/12/2010 | Bayern Munich (1. Frauen-Bundesliga)       | 3-0   | FCR Duisbourg (1. Frauen-Bundesliga)       |
| 12/12/2010 | FSV Gütersloh (2. Frauen-Bundesliga)       | 0-4   | FFC Francfort (1. Frauen-Bundesliga)       |

## Demi-finales
| Date       | Club (division)                      | Score | Club (division)                            |
| ---------- | ------------------------------------ | ----- | ------------------------------------------ |
| 27/02/2011 | Bayern Munich (1. Frauen-Bundesliga) | 2-4   | FFC Turbine Potsdam (1. Frauen-Bundesliga) |
| 27/02/2011 | FFC Francfort (1. Frauen-Bundesliga) | 3-1   | SC Bad Neuenahr (1. Frauen-Bundesliga)     |

## Finale
| Finale       | FFC Francfort                            | 2-1   | FFC Turbine Potsdam | RheinEnergieStadion, Cologne                       |                                                    |
| 26 mars 2011 | 15e Svenja Huth · 48e Kerstin Garefrekes | (1-1) | 42e Yūki Nagasato   | Spectateurs : 20 312 Arbitrage : Christina Jaworek | Spectateurs : 20 312 Arbitrage : Christina Jaworek |